# Hulk (futbolista)
Givanildo Vieira de Souza (Campina Grande, 25 de julio de 1986), conocido deportivamente como Hulk (como el personaje de cómics de la factoría Marvel), es un futbolista brasileño que juega como delantero en el Atlético Mineiro del Campeonato Brasileño de Serie A. Fue internacional absoluto con la selección de fútbol de Brasil.

## Trayectoria

### Brasil
Hulk nació en Campina Grande, Paraíba. Empezó a jugar profesionalmente con Esporte Clube Vitória en Salvador, Bahía, luego emigró a préstamo a Japón para jugar con Kawasaki Frontale. A pesar de haber sido comprado, meses más tarde fue cedido a un equipo de la segunda división del mismo país, Consadole Sapporo, donde jugó toda la temporada de 2006.
En 2007, Hulk fue cedido de nuevo a un equipo de segunda división, Tokyo Verdy, donde fue aún más eficaz, al anotar 37 goles en 42 partidos, y siendo el máximo goleador de la temporada. Había regresado brevemente a Kawasaki en 2008, pero se reincorporó al Verdy después de solo dos partidos.
El equipo nipón empezó la nueva temporada, y Hulk, acumulaba ya un total de 7 goles en 13 partidos disputados.

### Futebol Clube do Porto

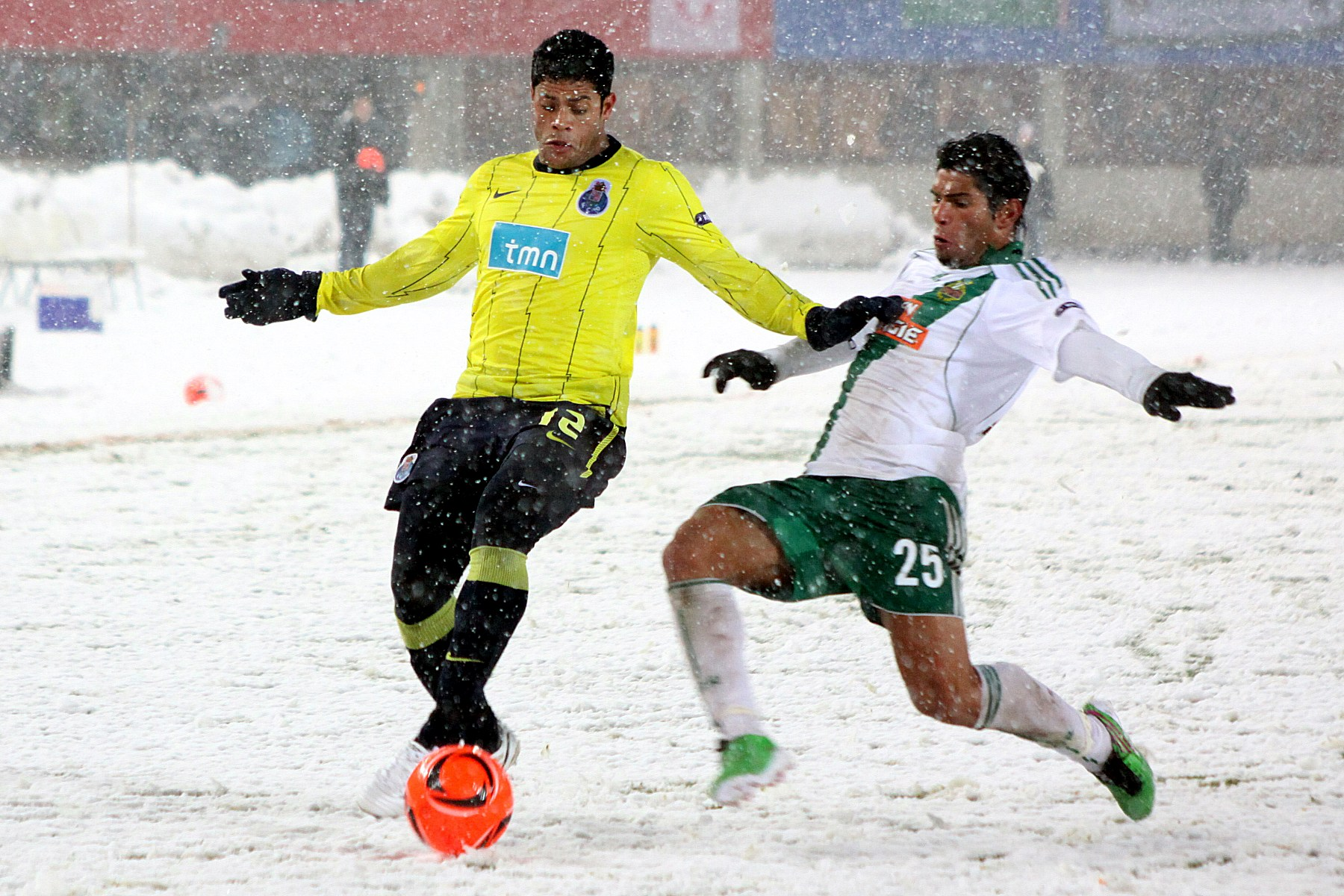
Hulk con el Porto en la Europa League ante el Rapid de Viena en 2010.

Después de su estancia en Japón, Hulk se trasladó a Portugal y firmado por los defensores del título de liga FC Porto, que compró el 50% de los derechos del jugador por 5,5 millones de euros.
Cuando su compañero de equipo, el marroquí Tarik Sektioui se lesionó, se le dio la oportunidad de jugar en la delantera y anotó su primer gol oficial de la liga nacional de Portugal, en una victoria por 2-0 contra el  C.F Belenenses.
A medida que la temporada avanzaba, se convirtió en un indiscutible del once titular, formando un trío atacante con Cristian Rodríguez y Lisandro López, con el trío a menudo cambiando posiciones. Después de algunas actuaciones estelares en la Liga de Campeones de la UEFA, fue elegido como uno de los Top 10 Rising Stars de la UEFA.
A finales de agosto de 2009, extendió su contrato hasta junio de 2014, con una cláusula de rescisión que aumentó a 100 millones de euros.
En la temporada 2009-10, Hulk ya se encontraba firmemente establecido en el once titular del  Porto. Hulk se vio envuelto en una pelea el 20 de diciembre de 2009, en el Estádio da Luz en el túnel camino a vestuarios; tuvo un encontronazo con los jugadores del SL Benfica, recibió una suspensión de cuatro meses para las competiciones nacionales. La prohibición se redujo más tarde solo a cuatro partidos, y el jugador regresó a la competición el 28 de marzo de 2010, anotando en la victoria por 3-0 ante Belenenses.
Hulk comenzó la temporada 2010-11 de manera impresionante, anotando dieciséis goles en sus primeros partidos oficiales, incluyendo un triplete ante el KRC Genk en la fase de playoffs de la UEFA Europa League, el 26 de agosto de 2010.
De septiembre a enero fue "Jugador del Mes", convirtiéndose en el único jugador que ha ganado el premio en seis ocasiones y 5 consecutivas. El 7 de noviembre de 2010, anotó los últimos dos goles del Porto que derrotó 5-0 al Benfica en el Estádio do Dragão, la victoria los dejó con una diferencia de 10 puntos entre los dos equipos.

#### El triplete del 2011 junto al Porto

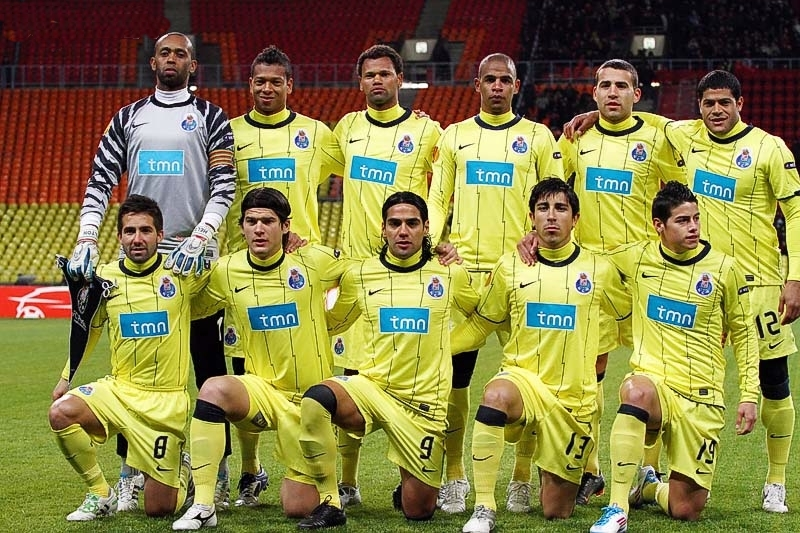
Hulk junto al resto de jugadores del Porto en la foto oficial del partido de los dieciseisavos de final de la UEFA Europa League

Finalmente el Porto ganó la Liga local el 3 de abril, con Hulk anotando mediante los 12 pasos para darle el 2-1 final sobre el Benfica esta vez como visitante y siendo campeón a falta de varias jornadas para el final del torneo. Hulk terminó como líder en la tabla de goleadores.
El 18 de mayo, Hulk jugó con el Porto la final de la Europa League contra el Sporting Braga también de Portugal, final jugada en Dublín en el Aviva Stadium y que venció por 1-0.
El 22 de mayo, ganó la Copa de Portugal, partido que el Porto ganó por 6-2 contra el Vitória Guimarães y con gran partido por su parte, anotando de gol olímpico, poniendo el 4-2 transitorio y asistiendo en los 2 últimos goles a James Rodríguez.
Terminó la temporada con 36 goles en 53 partidos oficiales, con su equipo además de ganar 3 títulos: la liga de Portugal (en portugués, Primeira Divisão Nacional), la Copa de Portugal y la Europa League, siendo el segundo goleador del club detrás de Radamel Falcao García que hizo 38 goles.

#### Temporada 2011/12
Tras la salida de Radamel Falcao, Hulk se vuelve el capitán y el goleador del club con 21 goles entre todas las competiciones; no obstante, solo lograron ganar la liga de Portugal siendo eliminados de la Liga de Campeones, Europa League y copa de Portugal.
Con el Porto, al finalizar esta temporada, realizó 73 goles en 167 partidos.

#### Temporada 2012/13
Inició la temporada ganando la Supercopa de Portugal, y logrando anotar en las fechas 2 y 3 de la liga lusa (hizo 2 goles). No obstante fue fichado por el Zenit de San Petersburgo para el resto de la temporada. Al finalizar su paso por el club portugués, convirtió 75 goles en 171 partidos oficiales. 

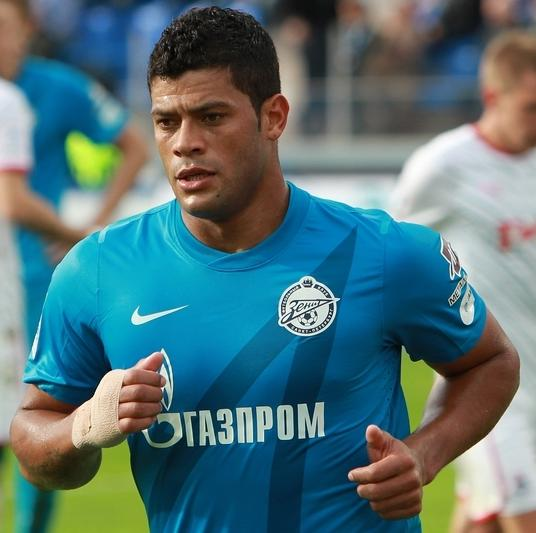
Hulk disputando un partido con el Zenit San Petersburgo en la temporada 2012/2013.

### Zenit de San Petersburgo
El 3 de septiembre de 2012 se anunció que el Zenit San Petersburgo de la Liga Premier de Rusia había fichado a Hulk por 5 años por la cantidad de 60 millones de euros. En el Zenit utilizará la camisa 29.
Por la segunda fecha de la Liga de Campeones, anota el descuento del Zenit en la derrota 3 a 2 frente al Milan, el gol fue el 1 a 2 parcial, siendo su tercer gol en el club ruso después de haber convertido uno por la Copa rusa y otro por Liga rusa.
En la temporada 2013-14, Hulk marcó en 17 goles en los 24 partidos que jugó.

### Shanghai SIPG
El 29 de junio de 2016 se hace oficial el fichaje de Hulk por el Shanghai SIPG por 55,8 millones, siendo en ese tiempo el fichaje más caro de la historia de la Liga china.

### Atlético Mineiro
El 29 de enero de 2021 se hacía oficial su fichaje por el club brasileño, a donde llegaba libre tras finalizar contrato con el Shanghai SIPG. Su vínculo con el club minero se prolongaba hasta diciembre de 2022.

## Selección nacional
En julio de 2012, fue incluido por el entonces DT del combinado brasileño, Mano Menezes, en la lista de 18 jugadores que integraron el equipo olímpico brasilero que compitió en los Juegos Olímpicos de Londres de 2012, como uno de los tres jugadores mayores de 23 años. Mismo torneo en el que su selección fue acreedora de la medalla de plata tras ser vencidos por la selección de México 2-1 en tiempo reglamentario.
El 14 de mayo de 2013, Luiz Felipe Scolari lo incluye en la lista de futbolistas que disputaran la Copa FIFA Confederaciones 2013.
El 7 de mayo de 2014, Luiz Felipe Scolari incluyó a Hulk en la lista final de 23 jugadores que representaron a Brasil en la Copa Mundial de Fútbol de 2014.

### Participaciones enCopa Mundial de Fútbol
| Mundial         | Sede   | Resultado    | Partidos | Goles |
| --------------- | ------ | ------------ | -------- | ----- |
| Mundial de 2014 | Brasil | Cuarto lugar | 6        | 0     |

### Participaciones enCopa Confederaciones
| Torneo                    | Sede   | Resultado | Partidos | Goles |
| ------------------------- | ------ | --------- | -------- | ----- |
| Copa Confederaciones 2013 | Brasil | Campeón   | 5        | 0     |

### Participaciones enJuegos Olímpicos
| JJ. OO.                  | Sede                 | Resultado  | Partidos | Goles |
| ------------------------ | -------------------- | ---------- | -------- | ----- |
| Juegos Olímpicos de 2012 | Londres, Reino Unido | Subcampeón | 5        | 1     |

### Participaciones enCopa América
| Copa                    | Sede           | Resultado      | Partidos | Goles |
| ----------------------- | -------------- | -------------- | -------- | ----- |
| Copa América Centenario | Estados Unidos | Fase de grupos | 1        | 0     |

### Participaciones enEliminatorias al Mundial
| Eliminatoria                  | Sede del Mundial | Posición   | Resultado   | Partidos | Goles |
| ----------------------------- | ---------------- | ---------- | ----------- | -------- | ----- |
| Eliminatorias Mundial de 2018 | Rusia            | 1.er lugar | Clasificado | 3        | 0     |
| Eliminatorias Mundial de 2022 | Catar            | 1.er lugar | Clasificado | 1        | 0     |

### Estadísticas
| Selección             | Año                   | Amistoso | Amistoso | Copa América | Copa América | Eliminatorias | Eliminatorias | Copa Confederaciones | Copa Confederaciones | Copa Mundial | Copa Mundial | Juegos Olímpicos | Juegos Olímpicos | Total | Total |
| Selección             | Año                   | Part.    | Goles    | Part.        | Goles        | Part.         | Goles         | Part.                | Goles                | Part.        | Goles        | Part.            | Goles            | Part. | Goles |
| --------------------- | --------------------- | -------- | -------- | ------------ | ------------ | ------------- | ------------- | -------------------- | -------------------- | ------------ | ------------ | ---------------- | ---------------- | ----- | ----- |
| Brasil Sub-23         | 2012                  | 1        | 0        | -            | -            | -             | -             | -                    | -                    | -            | -            | 5                | 1                | 6     | 1     |
| Brasil Sub-23         | Total                 | 1        | 0        | -            | -            | -             | -             | -                    | -                    | -            | -            | 5                | 1                | 6     | 1     |
| Brasil                | 2009                  | 2        | 0        | -            | -            | -             | -             | -                    | -                    | -            | -            | -                | -                | 2     | 0     |
| Brasil                | 2010                  | 0        | 0        | -            | -            | -             | -             | -                    | -                    | -            | -            | -                | -                | 0     | 0     |
| Brasil                | 2011                  | 6        | 0        | -            | -            | -             | -             | -                    | -                    | -            | -            | -                | -                | 6     | 0     |
| Brasil                | 2012                  | 10       | 6        | -            | -            | -             | -             | -                    | -                    | -            | -            | -                | -                | 10    | 6     |
| Brasil                | 2013                  | 9        | 2        | -            | -            | -             | -             | 5                    | 0                    | -            | -            | -                | -                | 14    | 2     |
| Brasil                | 2014                  | 3        | 1        | -            | -            | -             | -             | -                    | -                    | 6            | 0            | -                | -                | 9     | 1     |
| Brasil                | 2015                  | 2        | 2        | -            | -            | 2             | 0             | -                    | -                    | -            | -            | -                | -                | 4     | 2     |
| Brasil                | 2016                  | 1        | 0        | 1            | 0            | 1             | 0             | -                    | -                    | -            | -            | -                | -                | 3     | 0     |
| Brasil                | 2021                  | 0        | 0        | -            | -            | 1             | 0             | -                    | -                    | -            | -            | -                | -                | 1     | 0     |
| Brasil                | Total                 | 33       | 11       | 1            | 0            | 4             | 0             | 5                    | 0                    | 6            | 0            | -                | -                | 49    | 11    |
| Total en la selección | Total en la selección | 34       | 11       | 1            | 0            | 4             | 0             | 5                    | 0                    | 6            | 0            | 5                | 1                | 55    | 12    |

## Estadísticas
- Actualizado al último partido disputado el 20 de julio de 2025

| E. C. Vitória · Brasil           | 1.ª           | 2004          | 2   | 0   |    |    | -  | -  | -   | -  | 2   | 0   | 0    |
| E. C. Vitória · Brasil           | Total club    | Total club    | 2   | 0   | 0  | 0  | 0  | 0  | 0   | 0  | 2   | 0   | 0    |
| Kawasaki Frontale Japón          | 1.ª           | 2005          | 9   | 1   |    |    | 3  | 2  | -   | -  | 12  | 3   | 0.25 |
| Kawasaki Frontale Japón          | 1.ª           | 2008          | 2   | -   |    |    | -  | -  | -   | -  | 2   | 0   | 0.00 |
| Kawasaki Frontale Japón          | Total club    | Total club    | 11  | 1   | 0  | 0  | 3  | 2  | 0   | 0  | 14  | 3   | 0.21 |
| Consadole Sapporo Japón          | 2.ª           | 2006          | 38  | 25  |    |    | 3  | 1  | -   | -  | 41  | 26  | 0.63 |
| Consadole Sapporo Japón          | Total club    | Total club    | 38  | 25  | 0  | 0  | 3  | 1  | 0   | 0  | 41  | 26  | 0.63 |
| Tokyo Verdy Japón                | 2.ª           | 2007          | 42  | 37  |    |    | -  | -  | -   | -  | 42  | 37  | 0.88 |
| Tokyo Verdy Japón                | 1.ª           | 2008          | 11  | 7   |    |    | 3  | 1  | -   | -  | 14  | 8   | 0.57 |
| Tokyo Verdy Japón                | Total club    | Total club    | 53  | 44  | 0  | 0  | 3  | 1  | 0   | 0  | 56  | 45  | 0.80 |
| F. C. Porto Portugal             | 1.ª           | 2008-09       | 25  | 8   |    |    | 8  | 1  | 10  | 0  | 43  | 9   | 0.29 |
| F. C. Porto Portugal             | 1.ª           | 2009-10       | 19  | 5   |    |    | 4  | 2  | 8   | 3  | 31  | 10  | 0.32 |
| F. C. Porto Portugal             | 1.ª           | 2010-11       | 26  | 23  |    |    | 11 | 5  | 16  | 7  | 53  | 35  | 0.67 |
| F. C. Porto Portugal             | 1.ª           | 2011-12       | 26  | 16  |    |    | 4  | 1  | 9   | 4  | 39  | 21  | 0.53 |
| F. C. Porto Portugal             | 1.ª           | 2012-13       | 3   | 2   |    |    | -  | -  | -   | -  | 3   | 2   | 0.67 |
| F. C. Porto Portugal             | Total club    | Total club    | 99  | 54  | 0  | 0  | 27 | 9  | 43  | 14 | 169 | 77  | 0.48 |
| Zenit de San Petersburgo · Rusia | 1.ª           | 2012-13       | 18  | 7   |    |    | 3  | 1  | 9   | 3  | 30  | 11  | 0.36 |
| Zenit de San Petersburgo · Rusia | 1.ª           | 2013-14       | 24  | 16  |    |    | -  | -  | 10  | 5  | 34  | 21  | 0.64 |
| Zenit de San Petersburgo · Rusia | 1.ª           | 2014-15       | 28  | 15  |    |    | 2  | 0  | 15  | 6  | 45  | 21  | 0.46 |
| Zenit de San Petersburgo · Rusia | 1.ª           | 2015-16       | 27  | 17  |    |    | 5  | 2  | 7   | 4  | 39  | 23  | 0.67 |
| Zenit de San Petersburgo · Rusia | Total club    | Total club    | 97  | 55  | 0  | 0  | 10 | 3  | 41  | 18 | 148 | 76  | 0.54 |
| Shanghái SIPG China              | 1.ª           | 2016          | 7   | 4   |    |    | -  | -  | 1   | 0  | 8   | 4   | 0.50 |
| Shanghái SIPG China              | 1.ª           | 2017          | 27  | 17  |    |    | 6  | 4  | 11  | 9  | 44  | 30  | 0.68 |
| Shanghái SIPG China              | 1.ª           | 2018          | 25  | 13  |    |    | 2  | 1  | 8   | 3  | 35  | 17  | 0.48 |
| Shanghái SIPG China              | 1.ª           | 2019          | 25  | 10  |    |    | 4  | 1  | 8   | 6  | 37  | 17  | 0.45 |
| Shanghái SIPG China              | 1.ª           | 2020          | 16  | 6   |    |    | 1  | 0  | 4   | 2  | 21  | 8   | 0.39 |
| Shanghái SIPG China              | Total club    | Total club    | 100 | 50  | 0  | 0  | 13 | 6  | 32  | 20 | 145 | 76  | 0.53 |
| C. Atlético Mineiro · Brasil     | 1.ª           | 2021          | 35  | 19  | 11 | 2  | 10 | 8  | 12  | 7  | 68  | 36  | 0.53 |
| C. Atlético Mineiro · Brasil     | 1.ª           | 2022          | 25  | 12  | 8  | 10 | 3  | 2  | 10  | 5  | 46  | 29  | 0.63 |
| C. Atlético Mineiro · Brasil     | 1.ª           | 2023          | 34  | 15  | 11 | 11 | 4  | 1  | 10  | 3  | 59  | 30  | 0.51 |
| C. Atlético Mineiro · Brasil     | 1.ª           | 2024          | 24  | 10  | 10 | 7  | 8  | 1  | 11  | 1  | 53  | 19  | 0.36 |
| C. Atlético Mineiro · Brasil     | 1.ª           | 2025          | 13  | 4   | 8  | 7  | 3  | 2  | 5   | 2  | 29  | 15  | 0.52 |
| C. Atlético Mineiro · Brasil     | Total club    | Total club    | 131 | 60  | 48 | 37 | 28 | 14 | 48  | 18 | 255 | 129 | 0.51 |
| Total carrera                    | Total carrera | Total carrera | 531 | 289 | 48 | 37 | 87 | 36 | 164 | 70 | 830 | 432 | 0.52 |
| 1. 2. 3.                         |               |               |     |     |    |    |    |    |     |    |     |     |      |

## Palmarés

### Campeonatos regionales
| Título             | Club             | Región       | Año  |
| ------------------ | ---------------- | ------------ | ---- |
| Campeonato Baiano  | E. C. Vitória    | Bahía        | 2005 |
| Campeonato Mineiro | Atlético Mineiro | Minas Gerais | 2021 |
| Campeonato Mineiro | Atlético Mineiro | Minas Gerais | 2022 |
| Campeonato Mineiro | Atlético Mineiro | Minas Gerais | 2023 |
| Campeonato Mineiro | Atlético Mineiro | Minas Gerais | 2024 |
| Campeonato Mineiro | Atlético Mineiro | Minas Gerais | 2025 |

### Títulos nacionales
| Título                | Club                           | País     | Año     |
| --------------------- | ------------------------------ | -------- | ------- |
| Primeira Liga         | F. C. Porto                    | Portugal | 2008-09 |
| Copa de Portugal      | F. C. Porto                    | Portugal | 2008-09 |
| Supercopa de Portugal | F. C. Porto                    | Portugal | 2009    |
| Copa de Portugal      | F. C. Porto                    | Portugal | 2009-10 |
| Supercopa de Portugal | F. C. Porto                    | Portugal | 2010    |
| Primeira Liga         | F. C. Porto                    | Portugal | 2010-11 |
| Copa de Portugal      | F. C. Porto                    | Portugal | 2010-11 |
| Primeira Liga         | F. C. Porto                    | Portugal | 2011-12 |
| Supercopa de Portugal | F. C. Porto                    | Portugal | 2012    |
| Liga Premier de Rusia | F. C. Zenit de San Petersburgo | Rusia    | 2014-15 |
| Supercopa de Rusia    | F. C. Zenit de San Petersburgo | Rusia    | 2015    |
| Copa de Rusia         | F. C. Zenit de San Petersburgo | Rusia    | 2015-16 |
| Supercopa de Rusia    | F. C. Zenit de San Petersburgo | Rusia    | 2016    |
| Superliga de China    | Shanghái SIPG                  | China    | 2018    |
| Supercopa de China    | Shanghái SIPG                  | China    | 2019    |
| Serie A               | Atlético Mineiro               | Brasil   | 2021    |
| Copa de Brasil        | Atlético Mineiro               | Brasil   | 2021    |
| Supercopa de Brasil   | Atlético Mineiro               | Brasil   | 2022    |

### Títulos internacionales
| Título                 | Equipo              | Sede    | Año  |
| ---------------------- | ------------------- | ------- | ---- |
| Liga Europa de la UEFA | F. C. Porto         | Dublín  | 2011 |
| Plata Olímpica         | Selección Olímpica  | Londres | 2012 |
| Copa Confederaciones   | Selección de Brasil | Brasil  | 2013 |

(*) Incluyendo la selección.

### Distinciones individuales
| Distinción                                             | Año     |
| ------------------------------------------------------ | ------- |
| Máximo goleador de la J. League Division 2 (37 goles)  | 2007    |
| Goleador de la Copa de la Paz                          | 2009    |
| Máximo goleador de la Primeira Liga (23 goles)         | 2010-11 |
| Mejor jugador de la Liga Premier de Rusia              | 2012-13 |
| Máximo goleador de la Liga Premier de Rusia (15 goles) | 2014-15 |
| Equipo ideal del Campeonato Mineiro                    | 2021    |
| Máximo goleador de la Serie A (19 goles)               | 2021    |
| Mejor jugador de la Serie A                            | 2021    |
| Equipo ideal de la Serie A                             | 2021    |
| Máximo goleador de la Copa de Brasil (8 goles)         | 2021    |
| Mejor jugador de la Copa de Brasil                     | 2021    |
| Bola de Prata (mejor atacante del 2021)                | 2021    |
| Bola de Ouro (mejor jugador del 2021)                  | 2021    |
| Equipo Ideal de la Copa Libertadores                   | 2021    |
| Equipo Ideal de América                                | 2021    |
| Máximo goleador del Campeonato Mineiro (10 goles)      | 2022    |
| Equipo ideal del Campeonato Mineiro                    | 2022    |
| Máximo goleador del Campeonato Mineiro (11 goles)      | 2023    |
| Equipo ideal del Campeonato Mineiro                    | 2023    |
| Equipo ideal de la Serie A                             | 2023    |
| Máximo goleador del Campeonato Mineiro (7 goles)       | 2024    |
| Equipo ideal del Campeonato Mineiro                    | 2024    |
| Máximo goleador del Campeonato Mineiro (7 goles)       | 2025    |
| Equipo ideal del Campeonato Mineiro                    | 2025    |